# Johannes de Sacrobosco

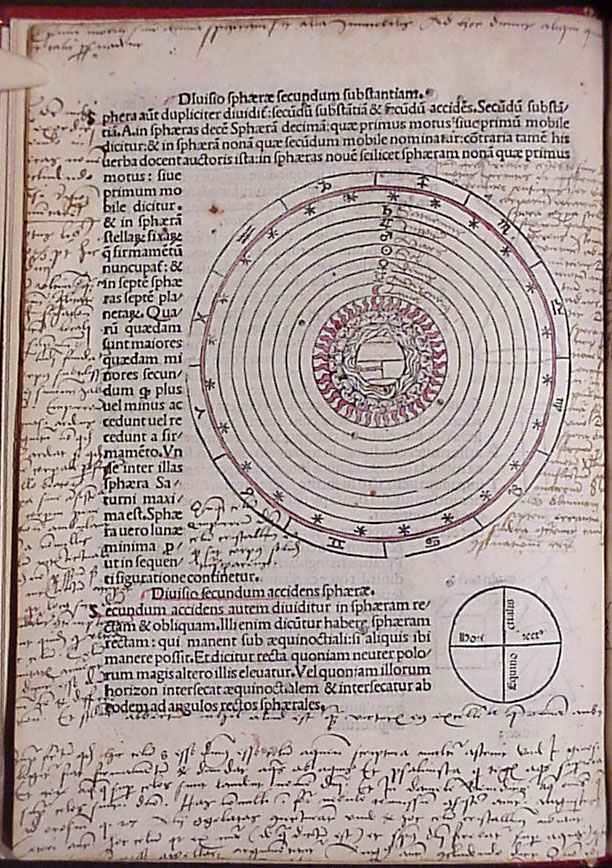
Sida ur De sphaera mundi.

Johannes de Sacrobosco eller Sacrobosco, John of Holywood, född cirka 1195 i Halifax, West Yorkshire, död 1256 i Paris, var en engelsk munk, matematiker och astronom.
Han fick sin utbildning vid Oxfords universitet, och undervisade från 1221 som professor vid universitetet i Paris.
Sacrobosco skrev den mest använda läroboken i astronomi vid universiteten under hela medeltiden, Libellus de sphaera.

## Eftermäle
Nedslagskratern Sacrobosco på månen och asteroiden 14541 Sacrobosco är uppkallade efter honom.